# Conus bessei
Espèce
Statut de conservation UICN

 LC  : Préoccupation mineure
Conus bessei est une espèce de mollusques gastéropodes marins de la famille des Conidae.
Comme toutes les espèces du genre Conus, ces escargots sont prédateurs et venimeux. Ils sont capables de « piquer » les humains et doivent donc être manipulés avec précaution, voire pas du tout.

## Distribution
Cette espèce est présente dans la mer des Caraïbes au large du Honduras et du Belize.

### Niveau de risque d’extinction de l’espèce
Selon l'analyse de l'UICN réalisée en 2011 pour la définition du niveau de risque d'extinction, cette espèce est présente dans les récifs coralliens au large de la côte caraïbe, du Belize au Nicaragua, y compris le banc Rosalind. Il n'y a pas de menaces connues. Cette espèce est classée dans la catégorie "préoccupation mineure".

## Taxonomie

### Publication originale
L'espèce Conus bessei a été décrite pour la première fois en 1992 par le malacologiste américain Petuch (d) dans la publication intitulée « La Conchiglia »,.

### Synonymes
- Conus (Dauciconus) bessei Petuch, 1992 · appellation alternative
- Purpuriconus bessei (Petuch, 1992) · non accepté

## Identifiants taxonomiques
Chaque taxon catalogué par les bases de données biologiques et taxonomiques possède un identifiant qui permet d'établir un point de référence. Les identifiants de Conus bessei dans les principales bases sont les suivants :
CoL : XWZP - GBIF : 6510398 - iNaturalist : 431869 - IRMNG : 11703966 - TAXREF : 141166 - UICN : 192315 - 